# Ross Powers
Ross Gerard Powers (Bennington, 10 de febrero de 1979) es un deportista estadounidense que compitió en snowboard, especialista en la prueba de halfpipe.
Participó en dos Juegos Olímpicos de Invierno, obteniendo una medalla de oro en Salt Lake City 2002  y una de bronce en Nagano 1998.
Ganó una medalla de oro en el Campeonato Mundial de Snowboard de 1996, en la disciplina de halfpipe. Adicionalmente, consiguió cinco medallas en los X Games de Invierno.

## Medallero internacional
| Juegos Olímpicos   | Juegos Olímpicos                | Juegos Olímpicos  | Juegos Olímpicos |
| Año                | Lugar                           | Medalla           | Prueba           |
| ------------------ | ------------------------------- | ----------------- | ---------------- |
| 1998               | Nagano (Japón)                  | Medalla de bronce | Halfpipe         |
| 2002               | Salt Lake City (Estados Unidos) | Medalla de oro    | Halfpipe         |
| Campeonato Mundial |                                 |                   |                  |
| Año                | Lugar                           | Medalla           | Prueba           |
| 1996               | Lienz (Austria)                 | Medalla de oro    | Halfpipe         |

| X Games de Invierno | X Games de Invierno            | X Games de Invierno | X Games de Invierno |
| Año                 | Lugar                          | Medalla             | Prueba              |
| ------------------- | ------------------------------ | ------------------- | ------------------- |
| 1998                | Crested Butte (Estados Unidos) | Medalla de oro      | Slopestyle          |
| 1998                | Crested Butte (Estados Unidos) | Medalla de oro      | Halfpipe            |
| 2000                | Mount Snow (Estados Unidos)    | Medalla de plata    | Superpipe           |
| 2001                | Mount Snow (Estados Unidos)    | Medalla de bronce   | Superpipe           |
| 2011                | Aspen (Estados Unidos)         | Medalla de plata    | Mejor método        |